# 959
959 (CMLIX) fue un año común comenzado en sábado del calendario juliano, en vigor en aquella fecha.

## Acontecimientos
- 1 de octubre: El rey Edwy el Bello de Inglaterra fallece, y es sucedido por su hermano Edgar el Pacífico, quien completa la unificación de Inglaterra cuando sojuzga Northumbria a su reinado.
- Dunstán, obispo de Worcester y Londres, es nombrado por el rey Edgar como arzobispo de Canterbury.
- Bruno I de Colonia divide el ducado de Lorena con su sobrino Federico I de Bar.

## Nacimientos
- Emperador En'yū de Japón.
- Zhao Defang, príncipe imperial de la dinastía Song.
- Minamoto no Toshikata, cortesano japonés.

## Fallecimientos
- 1 de octubre: Edwy el Bello, rey inglés.
- 9 de noviembre: Constantino VII, emperador bizantino.
- Ælfsige, arzobispo de Canterbury.
- Chai Rong, Emperador Shizong de Zhou Posterior.